# Michel Brux
Michel Brux (né le 24 décembre 1940 à Tarbes et mort le 31 octobre 2020 dans la même ville,) est un coureur cycliste français, actif dans les années 1950 et 1960.

## Biographie
Michel Brux commence le cyclisme en 1957 à l'UC Tarbaise, après avoir pratiqué la gymnastique. L'année suivante, il remporte ses premières compétitions. Il monte ensuite en première catégorie et devient champion régional des Pyrénées chez les amateurs en 1959. Il s'impose par ailleurs à neuf reprises en 1960, puis à treize reprises en 1961. Grâce à ses bons résultats, il intègre l'équipe de France amateurs en 1962. Sous le maillot tricolore, il se distingue en remportant une étape du Tour des Douze Cantons, une épreuve luxembourgeoise de niveau international. Il représente également son pays lors des championnats du monde amateurs de Salò, où il se classe trente-deuxième. 
En 1963, il part effectuer son service militaire à Nancy. Rapidement réformé, il reprend la compétition dès le mois de juin. Il effectue ensuite la saison 1964 chez Mercier-BP-Hutchinson, avec une licence d'indépendant. Bon sprinteur, il obtient seize victoires, principalement au niveau régional. Il termine par ailleurs troisième d'une étape du Tour du Nord, au milieu de coureurs professionnels. Ses performances le poussent à devenir professionnel en 1965. Mais il ne parvient pas à percer au plus haut niveau, malgré quelques résultats (comme une troisième place à Bordeaux-Saintes). Il redescend alors chez les indépendants en 1966. Toujours performant, il gagne seize nouvelles courses.
Lors de la saison 1967, il s'impose sur le Grand Prix de la Soierie à Charlieu (critérium), devant un certain Eddy Merckx. Il termine finalement sa carrière en 1970, avec un statut d'« amateur hors catégorie ».

## Palmarès
- 1959
  - Champion des Pyrénées amateurs
  - Bordeaux-Marmande
- 1962
  - 3e étape du Tour des Douze Cantons
- 1964
  - Grand Prix de Puy-l'Évêque
  - 3e étape du Tour d'Anjou
- 1965
  - 3e de Bordeaux-Saintes
- 1967
  - Grand Prix de la Soierie à Charlieu